# Danh sách vụ bán độ của bóng đá Việt Nam
Đây là một danh sách chưa hoàn tất, và có thể sẽ không bao giờ thỏa mãn yêu cầu hoàn tất. Bạn có thể đóng góp bằng cách mở rộng nó bằng các thông tin đáng tin cậy.
Bóng đá là môn thể thao phổ biến hàng đầu tại Việt Nam, với hệ thống các câu lạc bộ và các giải đấu quốc gia. Trong nhiều năm liền, do chưa có cơ chế quản lý và điều hành một cách hiệu quả (mặc dù đã chuyển sang cơ chế chuyên nghiệp từ năm 2001), không ít tiêu cực đã nảy sinh và làm cản trở sự phát triển vốn có của bóng đá Việt Nam. Nhiều trường hợp tiêu cực bị phát hiện có liên quan đến việc cá cược, dàn xếp tỷ số trong các trận đấu, được biết đến dưới tên gọi chung là bán độ. Những biểu hiện của bán độ thường được tìm thấy khi các cầu thủ thi đấu trên sân bị cho là dưới sức, không đúng khả năng, hay thậm chí tạo điều kiện mắc sai lầm một cách dễ dàng trước đối thủ. Do các vụ việc tiêu cực, bán độ liên tục xảy ra trong một thời thời gian dài nên "bóng ma" bán độ đã trở thành nỗi ám ảnh với bóng đá Việt Nam và để lại những tác động xấu đối với người hâm mộ.
Bài viết dưới đây nói về danh sách vụ tiêu cực, cá cược nổi bật của các cầu thủ, trọng tài hay các thành viên khác có liên quan đến hoạt động bóng đá tại Việt Nam, bao gồm những vụ bán độ đã được cơ quan chức năng xử lý một cách chính thức. Những vụ việc không chính thức, tuy không có bằng chứng cụ thể để làm rõ có dấu hiệu bán độ hay không nhưng lại được dư luận đồn đoán và đề cập nhiều, chúng thường được gọi là các "nghi án". 

## Những vụ bán độ đã bị xử lý

### Lã Xuân Thắng đá phản lưới nhà năm 1997
Trong trận đấu Công an Hà Nội thắng An Giang 4–3 ở giải hạng Nhất quốc gia năm 1997, trung vệ Lã Xuân Thắng bất ngờ tung chân đá bóng vào khung thành đội nhà ở phút 90 trong sự ngỡ ngàng của tất cả khán giả trên sân Hàng Đẫy, khi thủ môn Đỗ Thành Tôn đã dâng cao. Sau trận, Thắng còn lớn tiếng rằng: "Tôi làm tôi chịu, nhưng tôi làm có phải chỉ vì mình tôi đâu".
Lã Xuân Thắng đã bị treo giò vĩnh viễn, còn sự việc này sau đó được điều tra là được giật dây bởi Toàn “còi” (anh trai thủ môn Đỗ Thành Tôn) và Mạnh “bệu”, những trùm cá độ có tiếng của Hà Nội thời ấy. Cũng chính vì cú sút của Lã Xuân Thắng mà một trùm cá độ khác, Thắng “tài dậu” đã mất gần một tỷ tiền độ vì ra kèo Công an Hà Nội chấp 1 trái rưỡi.
Còn Đỗ Thành Tôn, người cũng dính líu đến vụ này thì còn thi đấu tiếp vài năm nữa trước khi giải nghệ. Sau đó, anh đột ngột qua đời ở tuổi 30; có người cho rằng đó là một vụ tự tử do nợ đến 6,3 tỷ đồng.

### Vụ án điểm của Sơn “cao” và Hải Quan
Mùa bóng VĐQG 1997 diễn ra rất quyết liệt khi đội bóng nào cũng đặt chỉ tiêu khiêm tốn: trụ hạng. Chính áp lực đó khiến nhiều đội bóng rủ nhau đá “trên bàn” theo công thức 3 đi, 3 về (mỗi đội có 3 điểm). Tuy nhiên, cơ quan điều tra chỉ khui ra được việc bán độ liên quan đến đội Hải Quan, xuất phát từ việc cầu thủ Trương Văn Dưỡng bị xã hội đen dọa cắt gân chân vì dám “lật kèo”.
Qua điều tra, cơ quan chức năng đã xác định trùm cá độ Trần Phi Sơn (tức Sơn "cao") thông qua đầu mối Trương Văn Dưỡng đã móc ngoặc với 2 cầu thủ của Hải Quan là Trần Minh Trung và Nguyễn Phúc Nguyên Chương để dàn xếp tỷ số các trận đấu.
Trương Văn Dưỡng sau đó bị kết án 1 năm tù. Tuyển thủ quốc gia Nguyên Chương cũng bị phạt 10 tháng tù treo cùng 2 năm thử thách vì tội đánh bạc.

### Trọng tài nhận hối lộ làm lệch kết quả trận đấu
Cáo trạng của Viện kiểm sát nhân dân Tối cao cho thấy trọng tài Lương Trung Việt đã nhúng tay vào hầu hết các phi vụ dàn xếp trận đấu của câu lạc bộ Ngân hàng Đông Á - Thép Pomina (NHĐA-TP). Lãnh đạo một số đội bóng như Nguyễn Tiến Huy, Vũ Tiến Thành (NHĐA-TP), Lê Văn Cường (Tôn Hoa Sen - Cần Thơ) đã nhờ Việt quan hệ với các trọng tài và đề nghị họ điều khiển trận đấu theo hướng có lợi cho đội bóng của mình. Cụ thể ở Giải bóng đá vô địch quốc gia 2004, Nguyễn Tiến Huy, nguyên giám đốc điều hành câu lạc bộ NHĐA-TP, đã đề nghị lo giúp cho đội bóng này khoảng 5-6 trận có lợi và tiền thưởng mỗi trận từ 30-50 triệu đồng.
Các trọng tài đã tham gia phi vụ cùng Việt là Phạm Hữu Lộc (nhận 15 triệu đồng), Trương Thế Toàn (12 triệu đồng), Hoàng Thế Dũng (35 triệu đồng) và Lê Văn Tú (15 triệu đồng). Ngoài ra, đối với các trọng tài khác tham gia điều khiển trận đấu, Việt cũng “bồi dưỡng” cho họ một khoản nhỏ trong phần tiền nhận được từ Nguyễn Tiến Huy.
Với vai trò “đạo diễn”, Việt đã bị kết án 7 năm tù về tội môi giới hối lộ. Cùng chịu hình phạt tù giam với bị cáo này là các cựu trọng tài FIFA Phạm Hữu Lộc và Trương Thế Toàn, mỗi người 4 năm tù về tội nhận hối lộ. Bị cáo Hoàng Thế Dũng (trọng tài cấp quốc gia) bị phạt tù 4 năm 6 tháng. Án tù treo 36 tháng được áp dụng với 2 bị cáo bị kết tội có hành vi đưa hối lộ là Lê Văn Cường và Vũ Tiến Thành.

### Vụ dàn xếp của Quốc Vượng và đồng đội tại SEA Games 23
Một số cầu thủ U-23 Việt Nam đã tham gia cá độ, tổ chức cá độ và bán độ (hay dàn xếp tỷ số) trong trận Việt Nam gặp Myanmar (24 tháng 11 năm 2005) tại SEA Games 23. Sự việc bắt đầu khi Quốc Vượng đã đứng ra giao dịch với trùm cá độ và rủ rê 6 cầu thủ khác (gồm Trần Hải Lâm, Lê Văn Trương, Lê Bật Hiếu, Phạm Văn Quyến, Huỳnh Quốc Anh, Châu Lê Phước Vĩnh) dàn xếp để chỉ thắng Myanmar với tỷ số 1-0. Kết quả trận đấu đúng như tính toán ban đầu của các đối tượng. Khi nhận được số tiền "lại quả" 490 triệu đồng cho hành vi bán độ, Quốc Vượng đã chia cho Văn Quyến, Quốc Anh, Bật Hiếu mỗi người 20 triệu đồng. Quốc Anh cũng cầm 20 triệu đồng giúp cho Châu Lê Phước Vĩnh. Văn Trương và Hải Lâm do hối hận về hành vi của mình nên không nhận tiền từ Vượng.
Vụ việc được Tòa án Nhân dân Thành phố Hồ Chí Minh đưa ra xét xử sơ thẩm vào ngày 25 tháng 1 và phúc thẩm ngày 20 tháng 4 năm 2007. Kết thúc phiên tòa, Lê Quốc Vượng nhận án tù 4 năm, các cầu thủ khác chỉ bị án treo do có các tình tiết giảm nhẹ. Trong đó Phạm Văn Quyến, Lê Văn Trương, Trần Hải Lâm và Châu Lê Phước Vĩnh bị phạt 2 năm tù về tội tổ chức đánh bạc; Lê Bật Hiếu và Huỳnh Quốc Anh bị phạt 2 năm 6 tháng tù về tội tổ chức đánh bạc.

### Vụ bán độ của đội Vissai Ninh Bình tại AFC Cup
12 cầu thủ đá chính và dự bị của Xi măng The Vissai Ninh Bình thừa nhận đã nhận 800 triệu đồng để làm độ trong trận đấu mà đội bóng này thắng 3-2 trước Kelantan (Malaysia) tại vòng bảng AFC Cup ngày 18 tháng 3 năm 2014. Vụ việc đã được đưa ra xét xử, với mức án cao nhất dành cho chủ mưu Trần Mạnh Dũng và Đào Đức Lợi là 30 tháng tù mỗi người. Các cầu thủ còn lại đều được nhận án treo.

### Vụ án câu lạc bộ bóng đá Đồng Nai
Chỉ vài tháng sau vụ bán độ của Xi măng The Vissai Ninh Bình tại AFC Cup 2014, người hâm mộ bóng đá Việt Nam tiếp tục đón nhận thêm một cú sốc bán độ khác đến từ Câu lạc bộ bóng đá Đồng Nai. Theo đó, trước trận đấu lượt về trên sân Cẩm Phả với câu lạc bộ Than Quảng Ninh tại V.League 2014, một nhóm 6 cầu thủ Đồng Nai bao gồm đội trưởng Phạm Hữu Phát, Nguyễn Thành Long Giang, Phan Lưu Thế Sơn, Hà Niệm Tiến, Đinh Kiên Trung và Nguyễn Đức Thiện đã móc nối với trùm cá độ gồm Trần Văn Ba, Nguyễn Phúc Thuận, Nguyễn Văn Tương và Trần Đình Hải để đánh bạc theo hình thức tài - xỉu.
Theo bản án sơ thẩm, trước trận đấu lượt về vòng 21 với Than Quảng Ninh tại Giải vô địch quốc gia, đội Đồng Nai được 22 điểm, xếp thứ 6/12 và đã chắc chắn trụ hạng. Trước trận đấu diễn ra ngày 20 tháng 7 năm 2014, Phạm Hữu Phát nảy sinh ý định dàn xếp tỷ số trận đấu lấy tiền tiêu xài nên đã tìm gặp Trần Văn Ba (ngụ tại Đồng Nai) để thỏa thuận, dàn xếp tỷ số với mức giá 400 triệu đồng. Sau đó, Ba bán lại kèo cho một người khác với giá 150 triệu đồng và gọi Đồng Văn Vĩnh cùng tham gia. Tiếp đó, Vĩnh bán tỷ số trận đấu với giá 200 triệu đồng cho Nguyễn Phúc Thuận rồi đưa tiền cho Ba. Khi nhận tiền, Ba đưa cho Phát 325 triệu và giữ lại 25 triệu tiêu xài.
Trước ngày diễn ra trận tranh tài, Phát bàn bạc với các cầu thủ Nguyễn Đức Thiện, Hà Niệm Tiến, Nguyễn Thành Long Giang về việc cá độ trận đấu. Cả nhóm thống nhất đặt 200 triệu đồng đánh "tài" hiệp 1 và giao Trung gọi điện cho Nguyễn Văn Tương (TP.HCM) đặt cược. Kết quả là cả sáu cầu thủ đều ra sân trong trận đấu đó và chơi dưới sức một cách lộ liễu. Kết thúc trận đấu, tỉ số là 5-3 nghiêng về đội Than Quảng Ninh. Ngay sau khi toàn đội Đồng Nai trở về khách sạn 1 giờ sau trận đấu thì đội cảnh sát C45 đã có mặt tại nơi đội đóng quân và thực hiện lệnh bắt khẩn cấp đối với cầu thủ này.
Với vai trò cầm đầu, đội trưởng Phạm Hữu Phát bị tuyên án 6 năm tù giam về tội đánh bạc và tổ chức đánh bạc, Long Giang, Niệm Tiến, Kiên Trung, Đức Thiện bị tuyên án 2,5 năm tù treo và 2 năm thử thách về tội tham gia đánh bạc. Riêng trung vệ Phan Lưu Thế Sơn do dính chấn thương và phải rời sân từ sớm nên được tuyên trắng án vì không tham gia trực tiếp vào vụ việc. Tất cả các cầu thủ sau đó đều bị VFF và AFC xử phạt treo giò vĩnh viễn.
Vụ việc đã gây chấn động dư luận một cách dữ dội, nhưng với những người hâm mộ bóng đá Việt Nam, đây không phải là một việc quá bất ngờ bởi những cầu thủ nhúng chàm lần này đã từng rất nhiều lần bị tình nghi làm độ trong màu áo của đội bóng cũ hay các ĐTQG. Nguyễn Thành Long Giang và Phan Lưu Thế Sơn đều có mặt trong sự cố tình nghi làm độ của câu lạc bộ Xi măng Xuân Thành Sài Gòn tại V.League 2013 khiến câu lạc bộ này sau đó phải giải thể. Riêng Phan Lưu Thế Sơn đã từng bị tình nghi bán độ trong màu áo U-19 Việt Nam năm 2010 sau khi phản lưới nhà.

## Các vụ việc khác

### "Nghi án" bán độ tại Tiger Cup 1996
Tại Tiger Cup 1996, sau màn trình diễn dưới sức của các cầu thủ ở trận gặp Campuchia và Lào, huấn luyện viên Karl-Heinz Weigang đã rất tức giận, chỉ mặt cầu thủ của mình nói rằng: “Các anh bán trận này bao nhiêu tiền?”. Weigang đã đòi đuổi một nhóm 5 cầu thủ có “vấn đề” về nước và kết tội số tuyển thủ này đã “phản bội Tổ quốc”, “bán độ”. Sự việc sau đó đã được trưởng đoàn Tô Hiền xử lý một cách êm thấm, 5 “nghi can” đã được phép tiếp tục thi đấu và cùng đội tuyển Việt Nam giành được huy chương đồng. Sau khi giải đấu khép lại, ông đã nói lời chia tay với đội tuyển Việt Nam.

### Nghi vấn bán độ trước SEA Games 2003
Trong giai đoạn chuẩn bị cuối cùng cho SEA Games 22, đội trưởng U-23 Việt Nam Vũ Như Thành bị huấn luyện viên Alfred Riedl đưa vào “sổ đen” với nghi ngờ bán độ trong trận khai sân Mỹ Đình (thua 1-2 trước Thân Hoa Thượng Hải). Cầu thủ này cũng dính vào nghi vấn bán độ tại Cúp JVC mà anh mang băng đội trưởng.
Dù chứng cớ không thực sự rõ ràng, Liên đoàn bóng đá Việt Nam vẫn đưa ra án phạt nặng treo giò 5 năm để răn đe. Thụ án được một năm thì Như Thành được giảm án từ 5 năm xuống 2 năm rưỡi. Đến nay, bản án của Vũ Như Thành vẫn được coi là còn rất nhiều bí ẩn và giống như một hành động "thí tốt" để ổn định đội tuyển trước thềm SEA Games 2003.

### Nghi vấn bán độ tạiAFF Cup 2014
Ngay sau khi tuyển Việt Nam thua sốc 2–4 trước Malaysia và chính thức bị loại khỏi AFF Cup 2014, Chủ tịch VFF khi đó Lê Hùng Dũng đã nhờ cơ quan chức năng giúp làm rõ tại sao lại có trận thua bất thường như vậy. Sở dĩ là bởi theo ông Dũng, trong những trận đấu trước đó gặp Indonesia, Lào và Philippines ở vòng bảng và trận bán kết lượt đi với Malaysia trên sân khách, đội tuyển Việt Nam thi đấu rất tốt, nhưng đến trận bán kết lượt về trên sân nhà, đội tuyển đã thể hiện một bộ mặt hoàn toàn khác. Những sai sót có hệ thống cùng phong độ giảm sút bất thường của một số cầu thủ khiến người hâm mộ nước nhà hụt hẫng và đặt dấu hỏi về trận thua trên sân Mỹ Đình.
Khi VFF cùng các cơ quan chức năng của Việt Nam vẫn đang tiến hành điều tra thì thông tin từ trang chủ Liên đoàn bóng đá Đông Nam Á (AFF) cho biết, báo cáo của Sportradar – công ty dữ liệu thể thao được AFF thuê để giám sát các trận đấu của AFF Cup 2014 – đã kết luận trận bán kết lượt về giữa Việt Nam và Malaysia không có biểu hiện của dàn xếp tỷ số. Cơ quan này xác nhận không tìm thấy dấu hiệu liên quan tới các nhà cái hay bất cứ hành vi cá cược nào trong trận đấu. Ban điều tra khẳng định trận đấu này hoàn toàn trong sạch và kết quả không bị thao túng bởi bất cứ tổ chức hay cá nhân nào.  Hàng loạt cầu thủ của đội tuyển Việt Nam cũng đã lên tiếng về nghi ngờ tiêu cực đang hướng vào phía họ và đều khẳng định, họ không làm chuyện khuất tất và đã tận hiến với màu áo đội tuyển quốc gia.
Sau hai tuần điều tra, Bộ Công an đã đưa ra kết luận là không có bất cứ tiêu cực nào trong trận đấu, và các tuyển thủ Việt Nam hoàn toàn trong sạch.